# ایندی کاوی
ایندی کاوی (انگلیسی: Indi Cowie؛ زادهٔ ۲۴ سپتامبر ۱۹۹۴) بازیکن فوتبال اهل ایالات متحده آمریکا است.
وی همچنین در تیم ملی فوتبال Scotland U17 بازی کرده‌است.